# Evangelische Superintendentur A. B. Asch
Die Evangelische Superintendentur A. B. Asch war eine Diözese der Evangelischen Kirche A. B. in Österreich, die von 1869 bis 1918 bestand.

## Organisation
Der Sitz des der Superintendentur vorstehenden Superintendenten befand sich in Asch (heute Aš). Sie war in keine Seniorate gegliedert und bestand aus drei Pfarrgemeinden im Ascher Ländchen. Trotz dieser vergleichsweise geringen Anzahl gehörten im Jahr 1913 knapp 30.000 Gläubige der Ascher Superintendentur an.

## Geschichte
Das Ascher Ländchen gehörte als Reichslehen den Herren von Zedtwitz, unter deren Schutz die in der Reformationszeit entstandenen evangelischen Gemeinden die Gegenreformation überdauern konnten. Als das Gebiet Ende des 18. Jahrhunderts ein Bestandteil der Länder der Böhmischen Krone wurde, kam es zur Vereinbarung religiöser Sonderrechte. Die Pfarrgemeinden wurden lange Zeit nicht in die Evangelische Kirche A. B. in Österreich eingegliedert, sondern bildeten ein eigenständiges, direkt der Statthalterei in Prag unterstelltes Inspektorat, das von den Grafen von Zedtwitz bestellt wurde. Deren Kirchenhoheit endete 1869 mit der Gründung der Evangelischen Superintendentur A. B. Asch. 1870 wurde Traugott Alberti der erste Ascher Superintendent. Ihm folgte 1914 Emil Hildemann im Amt nach. Nach dem Zusammenbruch Österreich-Ungarns 1918 untersagte die tschechoslowakische Regierung den Pfarrgemeinden, die Bindung an die Evangelische Kirche A. B. in Österreich aufrechtzuerhalten, wodurch die Evangelische Superintendentur A. B. Asch aufhörte zu bestehen. Die Gemeinden der ehemaligen Ascher Superintendentur schlossen sich 1922 der Deutschen Evangelischen Kirche in Böhmen, Mähren und Schlesien an, wo sie den Kirchenkreis Asch bildeten.

## Gemeinden
| Pfarrgemeinde | Kirchengebäude                                                                                               | Bild                        |
| ------------- | --- | --------------------------- |
| Asch          | Evangelische Kirche in Asch, Evangelische Kirche in Haslau, Kaiser-Franz-Josef-Jubiläumskirche in Nassengrub | Evangelische Kirche Asch    |
| Neuberg       | Kirche zum Guten Hirten in Neuberg                                                                           | Kirche zum Guten Hirten     |
| Roßbach       | Evangelische Kirche in Roßbach                                                                               | Evangelische Kirche Roßbach |